# Âtash
De âtash (‘atasj’; Avestisch: âtarsh; Middelperzisch: âtash/âdur; Nieuwperzisch: âtash/âdar) is het heilige vuur in het zoroastrisme. Het wordt door priesters verzorgd in vuurtempels en staat symbool voor de waarheid (asha), zuiverheid, warmte, bescherming tegen kwade krachten, het goede en (dus) voor de aanwezigheid van de oppergod Ahura Mazdâ. Een ritueel of ceremonie is niet compleet zonder het vuur. Hoewel zoroastriërs bekendstaan als vuuraanbidders, vinden zij deze benaming incorrect. Het vuur is namelijk slechts een symbool.

## Geschiedenis
Het rituele vuur of de vuurcultus is pre-zoroastrisch en mogelijk Indo-Europees. Bij de proto-Iraniërs symboliseerde het de beschermende god Âtar, die mensen zou helpen in ruil voor offers. Ook maakte het vuur deel uit van religieuze ceremonies. Indien iemand werd beschuldigd van leugens of contractbreuk, dan moest diegene een vuurproef ondergaan. Stierf de persoon, dan was hij schuldig. Overleefde hij de proef, dan was hij onschuldig omdat hij werd beschermd door de god Mithra. Zodoende werd vuur geassocieerd met de waarheid en moraliteit.
De profeet Zarathustra, grondlegger van het zoroastrisme, beschouwde het vuur als een creatie van Âsha Vahishta, een van de Amesha Spenta’s, zes hypostasen van Ahura Mazdâ die over de schepping waakten. Uit vuur zou het vee en de mens zijn geschapen, aldus de Bundahisn. Voor de profeet speelde vuur tevens een essentiële rol bij het eindoordeel over de wereld. Hij associeerde vuur met waarheid, en zijn volgelingen hoorden enkel te bidden in aanwezigheid van vuur. Dat vuur konden de maan en de zon zijn, maar ook een gewoon haardvuur of een ritueel, heilig vuur.
Aanvankelijk bestond een cultus van het haardvuur, dat inhield dat elke man die zijn eigen huis inrichtte tevens een vuur brandende moest houden. Speciale vuurtempels voor rituele vuren ontstonden pas in de late Achaemenidische tijd (4e eeuw v.Chr.), mogelijk in reactie op de concurrerende cultus van de (oorlogs)godin Anâhît. Het vuur werd gemaakt van sintels uit andere rituele vuren en werd daar brandende gehouden op een altaar in een staander. Sporadisch werd niet hout maar nafta als brandstof gebruikt. Priesters offerden vijfmaal per dag aan het vuur. De Achaemenidische legers namen sintels van zo’n vuur mee op veldtocht.
In het laat-Achaemenidische rijk werden verspreid over het rijk vuuraltaren ingericht, waaronder in Anatolië. Verscheidene daarvan buiten Iran zelf bestonden nog steeds in de Sassanidische tijd, zoals Anatolië, Armenië en Georgië. In de 5e eeuw werden deze zoroastrische exclaves daar echter vervolgd door christenen. De oudst bekende vuurtempels stammen uit de Parthische tijd. Er waren vier beroemde vuurtempels: Ādur Burzēn-Mihr, Ādur Farnbāg, Ādur Gušnasp (alle drie genoemd in de Bundahisn), en Karkūy. Ze stonden op heuveltoppen.
In de hellenistische tijd (circa 300-30 v.Chr.) was het aanbidden van cultusbeelden nog wijdverbreid, mede door Griekse invloed, maar ten tijde van de Sassaniden ontstond een zoroastrische iconoclastische beweging. Het resultaat was dat (Iraanse en soms ook niet-Iraanse) cultusbeelden door vuuraltaren werden vervangen. Met name in de Sassanidische periode werden veel vuuraltaren, ‘overwinningsvuren’ (âdur î wahrâm), opgericht in met name West-Iran. Motieven hiervoor waren het benadrukken van de Sassanidische heerschappij of om te zorgen voor het eigen zielenheil. Dat laatste komt in de 20e eeuw nog steeds voor.
Rituelen
Zoroastriërs kennen (sinds de Sassaniden) drie soorten vuren, die altijd moeten blijven branden. Sinds islamitische tijden staan ze in volgorde van belangrijkheid bekend als Atesh Dādgāh (‘vuur in rechtmatige plaats’), Ādor-e Ādorān (of Ādorān; ‘vuur van vuren’) en Ātash Bahrām (‘overwinningsvuur’). De Ātash Bahrām moet worden gemaakt uit zestien verschillende vuren (haard, pottenbakkerij, smidse etc.). Elk daarvan wordt gezuiverd en gewijd tijdens een lang ritueel. Dan wordt het vuur in een vuurtempel geplaatst, vanwaar het de kracht zou hebben om de goddelijke wezens aan te trekken.
Vuur wordt beschouwd als gevoelig voor verontreiniging, zodat er allerlei regels gelden voor het behoud van de zuiverheid. Reinheid moet in acht worden genomen om een vuurtempel te mogen betreden, en alleen schoon, droog hout of reukwaar mag worden geofferd. Omdat men geloofde dat vuur, in het algemeen, mettertijd onrein wordt, werd de vuurtempel belangrijk. Men moet het vuur zuiveren met sintels uit het heilige vuur van de vuurtempel.
De Parsi richtten in India veel vuren op in de loop der eeuwen. In Iran zelf werden veel heilige vuren gedoofd door de moslimoverheersers. Sommige vuren bleven niettemin voortbestaan door relocatie en geheimhouding. Een aantal bestaan tegenwoordig nog, waarschijnlijk afkomstig van voormalige belangrijkste vuren zoals de Ādur Farnbāg. Sintels hiervan werden in de 20e eeuw naar Teheran gebracht om een nieuw heilig vuur in te wijden, omdat daar inmiddels de meeste zoroastriërs woonden. Tegenwoordig worden veel vuren van lagere rang onderhouden in kleine gebouwen, vaak door leken. Bij elke toren van stilte – begrafenistorens voor zoroastriërs – hoort een huisje te staan met een vuur ter begeleiding van de ziel van de overledene. Soms wordt een vuur echter vervangen door een lamp. Na de oprichting blijft de tempel binnen de familie, die de tempel en de inkomsten ervan beheert.
Zoroastriërs bezoeken vuurtempels dagelijks indien mogelijk, en anders minstens vier maandelijkse heilige dagen. Het brandend houden van en offeren aan vuren wordt beschouwd als een beschermende handeling tegen de krachten van het kwaad, ten voordele van Ahura Mazdâ en de zijnen.